# Merosargus nebulifer
Merosargus nebulifer är en tvåvingeart som beskrevs av James 1971. Merosargus nebulifer ingår i släktet Merosargus och familjen vapenflugor. Inga underarter finns listade i Catalogue of Life.